# Mayville (New York)
Mayville ist ein Dorf im Chautauqua County im US-Bundesstaat New York. Mayville ist Teil der Stadt Chautauqua und Verwaltungssitz des Chautauqua Countys. Das U.S. Census Bureau hat bei der Volkszählung 2020 eine Einwohnerzahl von 1.442 ermittelt.

## Geschichte
Die Holland Land Company, der das Gelände gehörte, plante die Gründung eines Dorfes am östlichen Ende der Old Portage Road zwischen dem Eriesee und dem Chautauqua Lake. 1804 wurde das Gebiet von William Peacock vermessen. 1805 wurde das Dorf zu Ehren von Elisabeth Busti (geb. May), der Frau von Paul Busti, Generalagent der Holland Land Company, Mayville genannt.

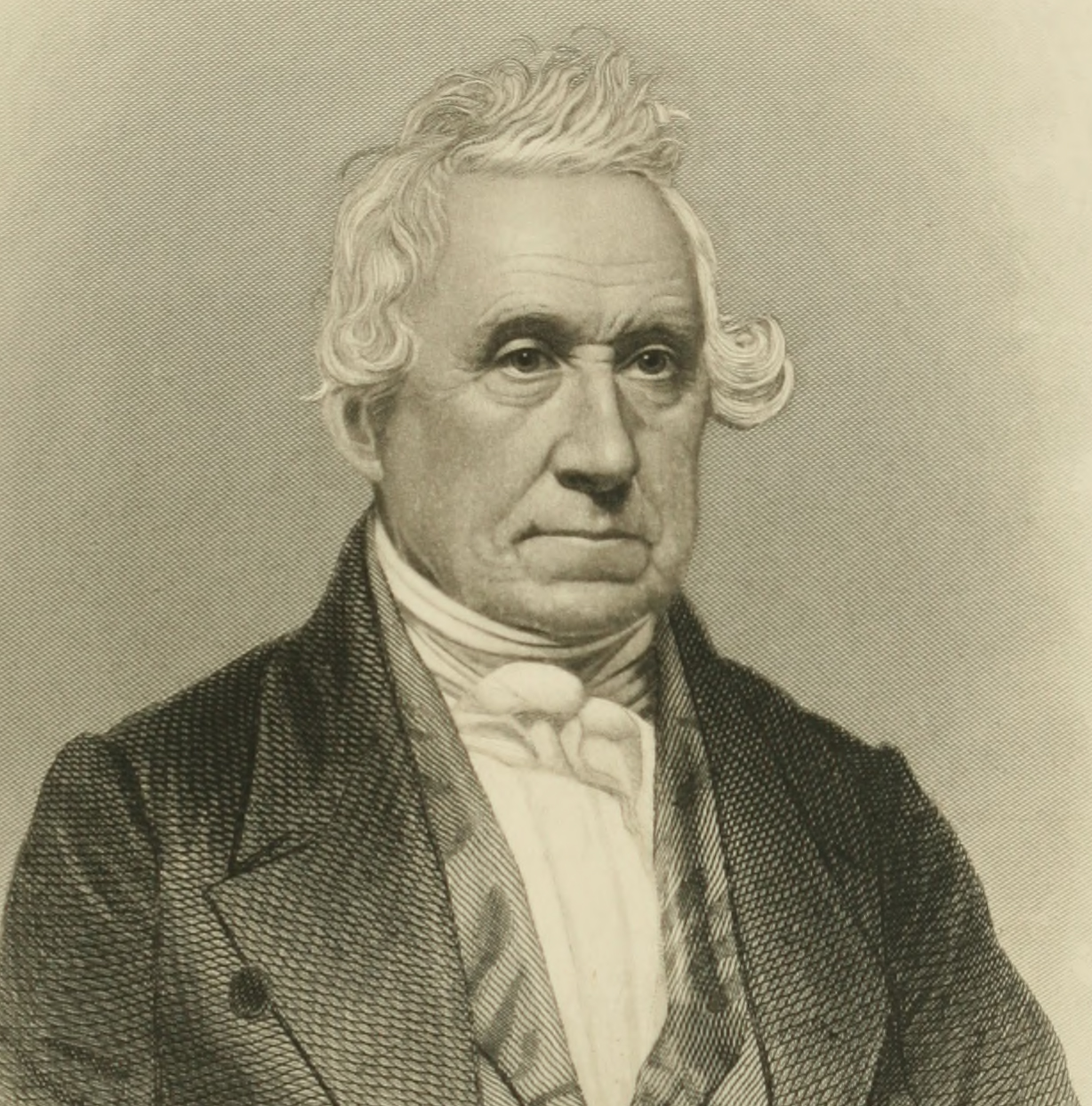
William Peacock (1780–1877)

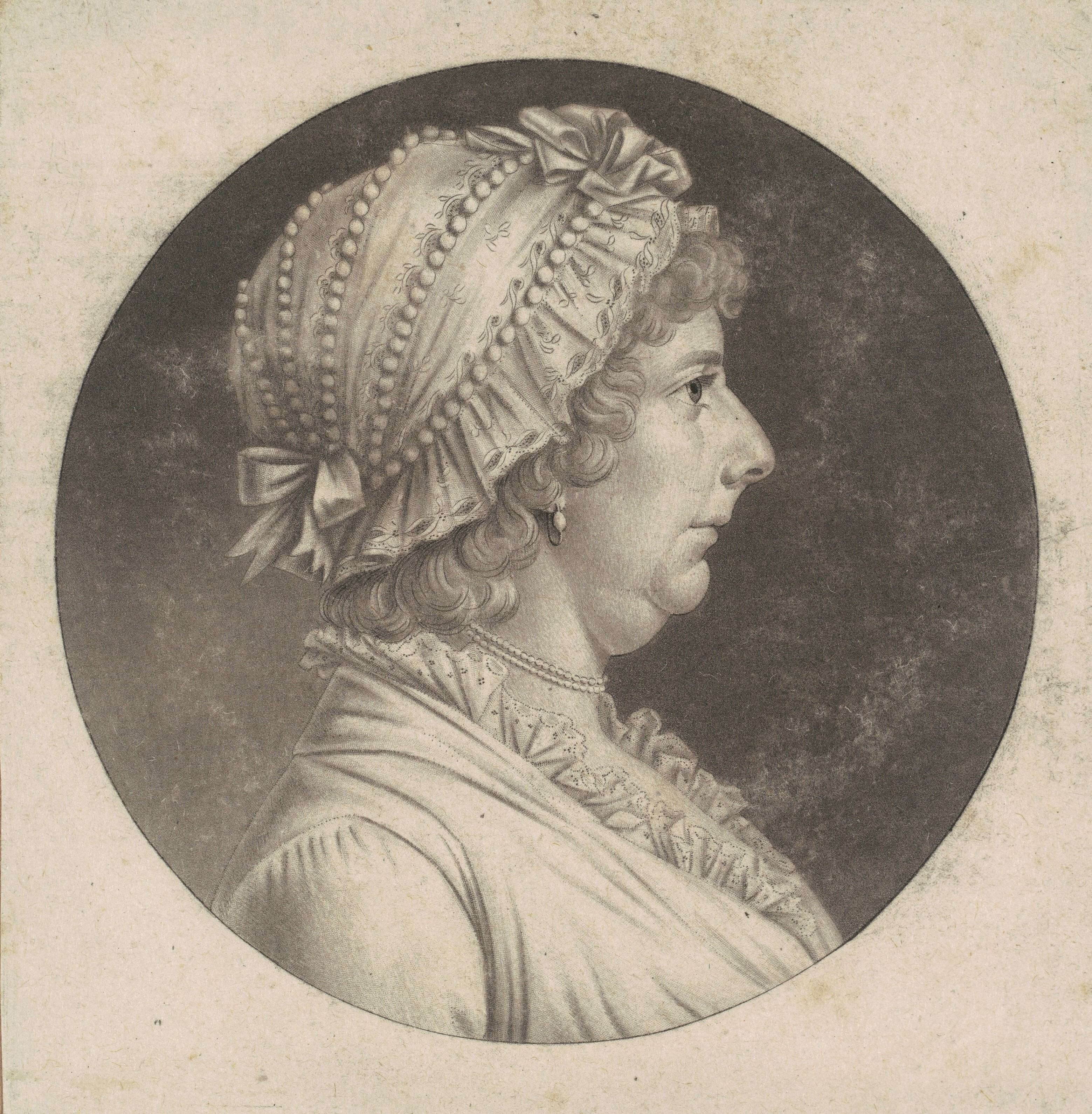
Elisabeth (May) Busti (1759–1822), Namensgeberin von Mayville, New York

Ein zu diesem Zweck eingesetztes Komitee bestimmte Mayville zum Verwaltungssitz des 1808 gegründeten Chautauqua Countys. Die Holland Land Company gründete 1810 ein Verkaufsbüro in Mayville mit William Peacock als ihrem Vertreter. Mayville wurde 1830 offiziell als Gemeinde registriert.
Die Pennsylvania Railroad baute in Mayville einen Bahnhof und eine Schiffsanlegestelle am Ufer des Chautauqua Lake. Der Bahnhof befand sich auf der Strecke von Pittsburgh über Dunkirk nach Buffalo. Die Pennsylvania Railroad Station in Mayville wurde 1993 in das National Register of Historic Places aufgenommen.

## Persönlichkeiten
- Carlton Brandaga Curtis (1811–1883), US-amerikanischer Politiker
- Donald McKenzie (1783–1851), kanadischer Entdecker, Pelzhändler und Gouverneur der Red River Colony
- Vin Moore (1879–1949), US-amerikanischer Filmregisseur, Schauspieler und Autor